# Eriococcus philippinensis
Eriococcus philippinensis är en insektsart som först beskrevs av Morrison 1920.  Eriococcus philippinensis ingår i släktet Eriococcus och familjen filtsköldlöss.
Artens utbredningsområde är Filippinerna. Inga underarter finns listade i Catalogue of Life.